# Веласко, Мария Элена
Мари́я Эле́на Вела́ско Фраго́со (исп. María Elena Velasco Fragoso; 17 декабря 1940, Пуэбла-де-Сарагоса — 1 мая 2015, Мехико), также известна по своей «фирменной роли» во многих картинах как La India María («Индианка Мария») — мексиканская эстрадная, радио- и киноактриса-комик, певица, сценарист и режиссёр. Лауреат национальной мексиканской кинопремии «Ариэль» за лучший адаптированный сценарий (2004).

## Биография и карьера
Родилась в мексиканском городе Пуэбла (столице одноимённого штата) в семье Томаса Веласко и Марии Элены Фрагосо.
Начала свою карьеру как танцовщица-«ведетта» в варьете «Blanquita», также работала актрисой радиопостановок, в частности, сотрудничала с Хосе Хассо.
Кинокарьера Веласко началась c 1962 года. Снявшись вначале несколько раз в «массовке» и эпизодах, актриса получила несколько небольших, но более серьёзных ролей в фильмах Мигеля Морайты, а чуть позднее стала сниматься и с другими режмссёрами. Её наиболее известный образ Индианки Марии (у которого позже сложилось полное имя Мария Николаса Крус) возник в конце 1960-х — начале 1970-х годов в фильмах Артуро Мартинеса и Фернандо Кортеса и был успешно использован в том же исполнении в фильмах других режиссёров, включая саму Марию Веласко и её сына Ивана Липкиса, а также в сериалах и несколько раз был использован в рекламе.
К числу её заметных работ относятся съёмки вместе с Эулалио Гонсалесом в фильмах Ruletero a toda marcha (1962) и El rey del tomate (1963); партнёрство c Энрике Лусеро в El revólver sangriento (1964), а также c Фернандо Сото в Los derechos de los hijos (1963).
Актриса была замужем за актёром и хореографом российского происхождения Владимиром Липкис-Хазаном, более известным в Мексике под псевдонимом Хулиан де Мериче. Её дети также выбрали кинематографические профессии: её сын Иван Липкис-Веласко — успешный кинорежиссёр, продюсер и сценарист, дочь Иветта — также продюсер и сценаристка, ещё одна дочь Горетти — сценаристка и актриса.
В начале 1990-х годов актриса уходит с большого экрана, продолжая сниматься в телесериалах, однако незадолго до конца жизни возвращается на экран в фильме своего сына «Дочь Монтесумы» (2014).
Умерла 1 мая 2015 года в Мехико, в 74-летнем возрасте, после продолжительной борьбы с раком желудка. Её тело было кремировано.

## Номинации и премии
Мексиканская национальная кинопремия «Ариэль»
- 1980 — Номинация в категории «Лучший короткометражный документальный фильм» (за фильм El desempleo)[2]
- 2005 — Премия в категории «Лучший адаптированный сценарий» (за фильм Huapango, совместно с выступившими соавторами её детьми — Иваном и Иветтой Липкис)[2][3]

Другие
- 1983 — премия киножурналистов Мексики «Серебряная богиня» в категории «лучшее исполнение комедийной роли»[3]

## Фильмография
| Год  | Тип | Русское название / смысл названия    | Ориг. название (исп.)                | Режиссёр                   | Экранная роль                            | Роли в производстве                                     |
| ---- | --- | ------------------------------------ | ------------------------------------ | -------------------------- | ---------------------------------------- | ------------------------------------------------------- |
| 1962 | ф   |                                      | Ruletero a toda marcha               | Рафаэль Баледон            | медсестра                                | —                                                       |
| 1963 | ф   | букв. Томатный король                | El rey del tomate                    | Мигель М. Дельгадо         | посетительница библиотеки                | —                                                       |
| 1963 | ф   | букв. Мексика моей памяти            | México de mis recuerdos              | Хуан Бустильо              | Петра                                    | —                                                       |
| 1963 | ф   | букв. Права детей                    | Los derechos de los hijos            | Мигель Морайта             | Мария                                    | —                                                       |
| 1963 | ф   |                                      | El mariachi canta                    | Хосе Ортис                 | подруга Лупе                             | —                                                       |
| 1964 | ф   | букв. Кровавый пистолет              | El revólver sangriento               | Мигель М. Дельгадо         | жена Педро                               | —                                                       |
| 1966 | ф   |                                      | Los endemoniados del ring            | Альфредо Кревенна          | —                                        | закадровый вокал                                        |
| 1967 | ф   | букв. Три мушкетера бога             | Los tres mosqueteros de Dios         | Мигель Морайта             | девушка в Club infierno                  | —                                                       |
| 1968 | ф   |                                      | El bastardo                          | Артуро Мартинес            | Индианка Мария                           | —                                                       |
| 1969 | с   |                                      | Domingos espectaculares              |                            |                                          | —                                                       |
| 1972 | ф   |                                      | Tonta tonta pero no tanto            | Фернандо Кортес            | Мария Николаса Крус                      | —                                                       |
| 1973 | ф   | букв. Трус не ездит на ослах         | El miedo no anda en burro            | Фернандо Кортес            | Мария Николаса Крус                      | закадровый вокал                                        |
| 1973 | ф   | букв. Бедный, но честный             | Pobre, pero honrada                  | Фернандо Кортес            | Мария Николаса Крус                      | —                                                       |
| 1974 | ф   | прибл. Матушка                       | La madrecita                         | Фернандо Кортес            | сестра Мария Николаса                    | —                                                       |
| 1975 | ф   | прибл. Женщина-алкайд (глава города) | La presidenta municipal              | Фернандо Кортес            | Мария Николаса Крус                      | закадровый вокал                                        |
| 1975 | ф   |                                      | Historias de una familia             | Марио Агиньяга             |                                          | продюсер                                                |
| 1975 | ф   |                                      | El infierno tan temido               | Рафаэль Монтеро            |                                          | —                                                       |
| 1976 | док | Анхела                               | Ángela                               | Мария Элена Веласко        | —                                        | режиссёр, автор сценария, монтажёр                      |
| 1976 | док |                                      | Y tuvieron piedad                    | Мария Элена Веласко        |                                          | режиссёр                                                |
| 1977 | ф   | букв. Сестра Текила                  | Sor Tequila                          | Рохелио Гонсалес           | сестра Мария Николаса                    | —                                                       |
| 1978 | ф   | прибл. Жёстко, зато надёжно          | Duro pero seguro                     | Фернандо Кортес            | Мария Николаса Крус                      | —                                                       |
| 1978 | ф   |                                      | La comadrita                         | Фернандо Кортес            | Мария Николаса                           | —                                                       |
| 1979 | док | букв. Безработица                    | El desempleo                         | Мария Элена Веласко        | —                                        | режиссёр, монтажёр                                      |
| 1981 | ф   | букв. OK, мистер Панчо               | OK míster Pancho                     | Хильберто Мартинес-Соларес | Мария Николаса Крус                      | режиссёр, автор сценария, автор песен, закадровый вокал |
| 1982 | ф   |                                      | ¡El que no corre… vuela!             | Хильберто Мартинес-Соларес | Мария Николаса                           | продюсер, автор сценария, закадровый вокал              |
| 1980 | ф   | букв. Пернатый койот                 | El coyote emplumado                  | Мария Элена Веласко        | Индианка Мария                           | режиссёр, автор сценария                                |
| 1984 | ф   |                                      | Ni Chana, ni Juana                   | Мария Элена Веласко        | Хуана Крус, Эмилия «Чана» Фалькон        | режиссёр                                                |
| 1987 | ф   |                                      | Ni de aquí, ni de allá               | Мария Элена Веласко        | Мария Николаса                           | режиссёр, автор сценария                                |
| 1987 | с   | прибл. Отец-одиночка                 | Papá soltero                         | Рубен Барахас              | Мария                                    | режиссёр, автор сценария                                |
| 1993 | ф   |                                      | Se equivocó la cigüeña               | Мария Элена Веласко        | Индианка Мария                           | режиссёр, продюсер, автор сценария                      |
| 1997 | с   |                                      | ¡Ay María Qué Puntería!              | Мария Элена Веласко        | Индианка Мария                           | режиссёр, автор сценария                                |
| 1999 | ф   |                                      | Las delicias del poder               | Иван Липкис-Веласко        | Индианка Мария, президент Лорена Баррига | автор сценария                                          |
| 2003 | с   | букв. Час пик                        | La Hora pico                         |                            |                                          | —                                                       |
| 2004 | ф   | Уапанго                              | Huapango                             | Иван Липкис-Веласко        | хореограф ансамбля                       | автор сценария                                          |
| 2004 | с   |                                      | Mujer, casos de la vida real         |                            |                                          | —                                                       |
| 2004 | ф   |                                      | La familia P. Luche                  |                            |                                          | —                                                       |
| 2004 | док |                                      | Las delicias de la India Maria       |                            | («в роли» самой себя)                    |                                                         |
| 2004 | док |                                      | La Pasion del Huapango               | Жанетт Русс                | («в роли» самой себя)                    |                                                         |
| 2006 | док |                                      | Aún hay más… Homenaje a Raúl Velasco |                            | («в роли» самой себя)                    |                                                         |
| 2013 | с   | Непокорное сердце                    | Corazón Indomable                    |                            | Мария Николаса Крус                      |                                                         |
| 2014 | ф   | букв. Дочь Монтесумы                 | La hija de Moctezuma                 | Иван Липкис-Веласко        | Индианка Мария                           | автор сценария                                          |